# Some Girls Wander by Mistake
Some Girls Wander by Mistake är ett samlingsalbum med The Sisters of Mercys singlar mellan 1980 och 1983. Det gavs ut i april 1992
Titeln är hämtat från en rad ur texten till Leonard Cohens sång "Teachers", som bandet ofta spelade under liveframträdanden. Sången finns med på albumet Songs of Leonard Cohen från 1967, som även innehåller sången "Sisters of Mercy".

## Låtlista
1. "Alice" (Andrew Eldritch) - 3:34
2. "Floorshow" (Craig Adams/Andrew Eldritch/Gary Marx) - 3:40
3. "Phantom" (Craig Adams/Gary Marx) - 7:10
4. "1969" (Dave Alexander/Ron Asheton/Scott Asheton/Iggy Pop) - 2:46
5. "Kiss the Carpet" (Andrew Eldritch) - 5:55
6. "Lights" (Andrew Eldritch) - 5:51
7. "Valentine" (Andrew Eldritch) - 4:44
8. "Fix" (Andrew Eldritch) - 3:41
9. "Burn" (Andrew Eldritch) - 4:49
10. "Kiss the Carpet (Reprise)" (Andrew Eldritch) - :36
11. "Temple of Love" (Andrew Eldritch) - 7:42
12. "Heartland" (Andrew Eldritch/Gary Marx) - 4:47
13. "Gimme Shelter" (Mick Jagger/Keith Richards) - 5:57
14. "The Damage Done" (Andrew Eldritch) - 3:03
15. "Watch" (Gary Marx) - 3:12
16. "Home of the Hit-Men" (Gary Marx) - 0:34
17. "Body Electric" (Andrew Eldritch) - 4:18
18. "Adrenochrome" (Andrew Eldritch) - 2:57
19. "Anaconda" (Andrew Eldritch/Gary Marx) - 4:05